# 里图·卡里达尔
里图·卡里达尔（英語：Ritu Karidhal）是印度空间研究组织的女科学家、航空航天工程师。她曾担任印度火星軌道探測器的副运营总监。她在勒克瑙出生并长大。被称为印度的“火箭女子”。

## 早年生活和家庭
卡里达尔出生在北方邦的首府勒克瑙。她在一个重视教育的中产阶级家庭中长大，并有两个兄弟和两个姐妹。由于当时没有学习培训机构，使她只能依靠自己努力。她小时候就对太空科学感兴趣。她常常凝视夜空数小时，曾经研究星星，并对黑暗宇宙的背后感到好奇。在她十几岁的时候，她开始收集有关太空活动的剪报，并关注ISRO和NASA的活动。卡里达尔在勒克瑙大学完成了她的物理学学士学位。

## 生涯
卡里达尔从1997年开始在ISRO工作。她在印度火星轨道飞行器（Mangalyaan）的设计中发挥了关键作用。火星轨道飞行器是ISRO最大地成果之一。它使印度成为世界上第四个到达火星的国家。她负责该飞船前向自治系统（onward autonomy system）的细节设计和运行。该系统可以在太空中独立地操控卫星，并对卫星故障做出对应的调整。她还是该任务的副运营总监。她也是月船二号月球探测器的执行总监。

## 获奖
卡里达尔于2007年获得印度总统阿卜杜尔·卡拉姆颁发的ISRO青年科学家奖。2016年，卡里达尔曾在TED和TEDx活动上作了介绍火星轨道飞行器任务的演讲。卡里达尔被其母校勒克瑙大学授予荣誉博士学位，此学位是由州长阿南迪本·帕特尔（Anandiben Patel）授予的。 